# فينتشنزو لانشيا

فينتشزو لانشيا (24 أغسطس-15 فبراير 1937)، بالإيطالية: Vincenzo Lancia ، طيار إيطالي ومهندس ومؤسس شركة لانشيا.
ولد لانشيا في قرية صغيرة تدعى فوبيلو بالقرب من تورينو في 24 أغسطس 1881، تعود جذور عائلته إلى فوبيلو حوالي عام 1550. كان الأصغر بين أربعة أخوة (أخت، وأخوين)، كان والده يعمل معلباً للحساء والذي صنع ثروته في الأرجنتين قبل أن يعود إلى فوبيلو ليبدأ عمله الخاص. ظهرت موهبته في الأرقام من عمر مبكر، وكان ينوي أن يصبح محاسباً، ولكنه صقل إهتماماته في مجال الآلات والهندسة، ثم أصبح مفتوناً في محرك السيارات الجديد.
كانت بدايته كشريك لرائد الأعمال الإيطالي ومستورد الدراجات الهوائية في تورينو جيوفاني باتيستا سيرانو، أطلق على لانشيا اسم المحاسب في منشور الشركة لعام 1898. كان يعمل أيضاً في تطوير مهاراته في الهندسة، والتصميم والبناء، وعزز في نفسه الصبر والمثابرة والعزم. وسرعان ما تمكن من معالجة معظم المشاكل بمفرده.
أرسل لانيشا ذات مرة لمساعدة الكونت كارلو بيسكاريتي دي روفيا، الذي كان يمتلك شركة مرسيدس-بنز. أصبحا صديقين عندما تقابلا في المرة الأولى في فبراير 1899، حيث كان دور الكونت كارلو مهما في المسيرة اللاحقة لشركة لانشيا، كما أن له الفضل في تصميم شعار شركة لانشيا (1911) المشابه لشعار الشركة الحالي. كان لانشيا كبير المفتشين في شركة فيات، وسائق اختبار وكل ذلك وهو ابن 19 عاماً، نالت قيادته إعجاب مدراء فيات، وتمت دعوته ليقود سياراتهم في السباقات، وكان نجاحه الأول في الجولة الثانية لفيات عام 1900. حقق لانشيا نجاحاً في الجولة الأولى في سباق جائزة فرنسا الكبرى 1906 بواقع 53 دقيقة و42 ثانية. كان سائقاً سريعاً بشكل إستثنائي، وفي الغالب أسرع من الجميع، ولكنه غالباً عانى من الفشل الميكانيكي في سيارته. في 1906 نال جائزة الكأس الذهبي في ميلان بسيارة من نوع «فيات 28-40 إتش بي».
أنتج سيارته الأولى عام 1907، كانت من نوع «لانشيا ألفا 12 إتش بي»، وتضمنت العديد من الطرق التكنولوجية والتي تعتبر الآن من البديهيات، وأنتج موديلات رائدة مثل «لامبدا» و «أبريليا». أسس بجانب كاسبر بونا وباتسيتا فارينا وجيوفاني باتيستا ديفال، وبيترو مونتيري، وأريجو دي أنجيلي شركة بينينفارينا

## وفاته
توفي فينتشنزو لانشيا بالسكتة القلبية في 15 فبراير 1937 قبل أن تدخل سيارته «أبريليا» خط الإنتاج. وكان يبلغ من العمر 55 عاماً، ودفن في فوبيلو. تابعت زوجته أديل ميجليتي وإبنه جياني لانشيا إدارة شركة السيارات من 1937 حتى 1955.